# Fabian Bruskewitz
Fabian Wendelin Bruskewitz (Milwaukee, 6 de setembro de 1935) é um prelado norte-americano da Igreja Católica Romana. Ele foi o oitavo bispo de Lincoln, Nebraska, e se aposentou em 2012. Ele é conhecido por muitas vezes assumir posições conservadoras em questões sociais.